# Декрет о введении в Российской республике западноевропейского календаря

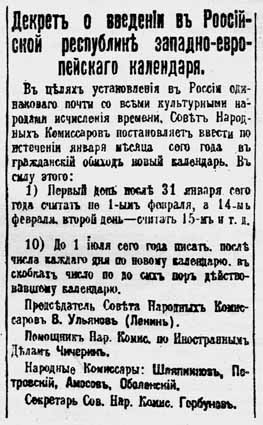
Часть «Декрета о введении в Российской республике западноевропейского календаря»

Декрет о введении в Российской республике западноевропейского календаря от 26 января 1918 года — принятый Советом народных комиссаров (СНК) нормативный правовой акт о переходе Советской России на григорианский календарь.

## Предпосылки
В Российской империи в начале XX века в качестве гражданского использовался старый, юлианский календарь, хотя в официальных документах, связанных с международной деятельностью, а также в некоторых периодических изданиях было принято указывать дату сразу по двум календарям. Прежде всего это было связано с тем, что православие на тот момент было в Российской империи государственной религией, а Православная церковь отрицательно относилась к григорианскому календарю, принятому на тот момент в большинстве стран. Разница в календарях создавала неудобства[какие?] при отношениях с Европой, поэтому и был издан настоящий декрет «в целях установления в России одинакового почти со всеми культурными народами исчисления времени». Накануне, 23 января (5 февраля), специальным декретом церковь была отделена от государства, и привязка гражданского календаря к церковному утратила актуальность.
Впервые вопрос о календарной реформе был поставлен уже на одном из первых заседаний Совнаркома 16 (29) ноября 1917 года. На заседании 23 января (5 февраля) 1918 года были предложены 2 проекта и образована комиссия для их рассмотрения. Один из проектов предусматривал постепенный переход к григорианскому календарю, то есть предполагалось каждый год отбрасывать по 24 часа. Поскольку к тому моменту разница между календарями составляла уже 13 дней, то полный переход на новый стиль занял бы 13 лет. Преимуществом этого варианта было то, что им могла воспользоваться и Православная церковь. Второй вариант был жёстче и предусматривал одномоментный переход на новый стиль. Интересы церкви при этом не учитывались. Сторонником этого варианта был Ленин.

## Принятие
Декрет о введении в Российской республике западноевропейского календаря был принят на заседании СНК 24 января (6 февраля) 1918 года и 26 января (8 февраля) 1918 года был подписан председателем Совнаркома В. И. Лениным.
Даты, соответствующие старому календарю, стали называть «старым стилем», а новому — «новым стилем».
РПЦ не стала переходить на новый стиль и поныне пользуется юлианским календарём, но некоторые православные церкви, в частности обновленцы, календарь сменили.

## Текст декрета
В целях установления в России одинакового почти со всеми культурными народами исчисления времени Совет Народных Комиссаров постановляет ввести по истечении января месяца сего года в гражданский обиход новый календарь. В силу этого:
1) Первый день после 31 января сего года считать не 1 февраля, а 14 февраля, второй день — считать 15-м и т. д.
2) Сроки всех обязательств, как по договору, так и по закону, которые наступили бы, по до сих пор действовавшему календарю, между 1 и 14 февраля, считать наступившими между 14 и 27 февраля, путём прибавления к каждому соответствующему сроку 13 дней.
3) Сроки всех обязательств, которые наступили бы, по до сих пор действовавшему календарю, между 14 февраля и 1 июля с. г., считать по желанию обеих сторон наступившими на 13 дней позже.
4) Сроки всех обязательств, которые наступили бы, по до сих пор действовавшему календарю, начиная с 1 июля с. г., считать наступившими в те же самые числа и по вводимому новому календарю.
5) При исчислении в первый после 14 февраля по новому календарю срок процентов по всем государственным и частным займам, по всем дивидендным бумагам, по вкладам и по текущим счетам, считать истекший после последнего начисления процентов промежуток времени меньше на 13 дней.
6) Лицам, получающим жалованье или заработную плату в конце каждого месяца, выдать 28 февраля с. г. получаемую ежемесячно сумму за вычетом 13/30 оной.
7) Лицам, получающим жалованье или заработную плату 15 и 30 каждого месяца, уплаты 15 февраля не производить, а выдать 28 февраля с. г. получаемую ежемесячную сумму за вычетом 13/30 оной.
8) Лицам, получающим жалованье или заработную плату 20 каждого месяца, выдать 20 февраля с. г. получаемую ежемесячно сумму за вычетом 13/30 оной.
9) Каждый из сроков выдачи пенсий и эмеритур, установленных в правилах о выдаче оных, считать после 31 января с. г. наступившим на 13 дней позже.
10) До 1 июля сего года писать после числа каждого дня по новому календарю в скобках число по до сих пор действовавшему календарю.
Председатель Совета Народных Комиссаров В. Ульянов (Ленин).

Помощник Нар. Комис. по Иностранным Делам Чичерин.

Народные Комиссары: Шляпников, Петровский, Алгасов, Оболенский.

Секретарь Сов. Нар. Комис. Горбунов.